# Brains
Brains är en kommun i departementet Loire-Atlantique i regionen Pays de la Loire i nordvästra Frankrike. Kommunen ligger i kantonen Bouaye som tillhör arrondissementet Nantes. År 2022 hade Brains 2 760 invånare.

## Befolkningsutveckling
Antalet invånare i kommunen Brains
| Referens: INSEE |